# 안토니오 데 니그리스
안토니오 데 니그리스 과하르도(스페인어: Antonio de Nigris Guajardo, 1978년 4월 1일 ~ 2009년 11월 16일)는 멕시코의 전 축구 공격수였다. 남동생인 알도 데 니그리스 또한 축구 선수이며, 형인 알폰소 데 니그리스는 배우이자 모델이다.
1999년 멕시코의 CF 몬테레이에서 데뷔했으며, 이후 2002년 클루브 아메리카를 거쳐 2003년 스페인 프리메라리가의 비야레알 CF로 이적해 활약하였다. 그 뒤 세군다 디비시온의 폴리데포르티보 에히도를 거쳐 2004년 콜롬비아의 온세 칼다스로 팀을 옮겼으며, 그 해 FC 포르투와의 인터콘티넨털컵 경기에서 승부차기 당시 팀의 네 번째 키커로 등장하기도 했다. 이후 멕시코 무대에 복귀해 푸에블라 FC와 UNAM 푸마스를 거쳐 2006년 다시 CF 몬테레이로 복귀했으며, 그 해 브라질 세리에 A의 산투스 FC로 이적하였다. 그 뒤 터키 무대에 진출해 가자인테프스포르, 앙카라스포르 AS, 앙카라귀쥐에서 활약했으나 심장에 이상이 발견되어 터키 축구 협회로부터 선수 등록이 취소되어 터키 무대를 떠나게 되었으며, 2009년 그리스의 라리사 FC로 이적하였다.
또한 2001년 3월 7일 브라질과의 친선경기에 출전하여 멕시코 축구 국가대표팀에 정식으로 데뷔했으며, 팀의 두 번째 골을 성공시켜 팀이 3-3 무승부를 거두는 데 공헌하였다. 이후 FIFA 컨페더레이션스컵에 참가했으며, 2001년 코파 아메리카에서 국가대표 공격수로서 출전하여 팀이 준우승을 차지하는 데 기여하였다. 그 뒤 2002년 CONCACAF 골드컵에도 참가했으며, 이후 7년동안 국가대표팀에 선발되지 못하다가 2008년 국가대표팀 감독인 우고 산체스에 의해 다시 선발되어 가나와의 친선경기에 다시 출전하는 등 총 16경기에 출전해 4골을 넣었다.
2009년 11월 16일 그리스 라리사에 있는 자신의 집에서 돌연사했으며, 부검 결과 사인은 심근 경색으로 밝혀졌다.
그 해 11월 26일 데 니그리스를 기리기 위한 행사가 개최되었으며, 리그 경기 시작 전 1분간 묵념의 시간을 갖고 선수들 역시 조의의 표시로 검은색 밴드를 팔에 착용한 채 경기를 했다.
사망 이후, CF 몬테레이는 그가 사용했던 번호인 51번을 영구 결번 처리하였다.